# Sveriges indelning
Sverige indelas geografiskt på ett flertal sätt. Nedan listas några geografiska indelningar, både historiska och nutida, uppdelade efter område samt ansvarig myndighet eller organisation.

Sveriges landsdelar.
Sveriges landskap.
Sveriges län.
Sveriges stift.
Svenska NUTS-regioner (statistiska riksområden), nivå 2.
Sveriges LA-regioner sedan 2010.
Sveriges FA-regioner sedan 2005.

Nedanstående navigationsmall visar en lång rad indelningar av Sverige, och ansvariga instanser. Navigationsmallen är endast synlig i  artikelns desktopvy, inte i dess mobila vy.